# Quốc kỳ Liban
Quốc kỳ Liban (tiếng Ả Rập: علم لبنان; tiếng Pháp: Drapeau du Liban) có ba sọc ngang đỏ - trắng - đỏ. Trong đó sọc trắng có diện tích lớn nhất. Giữa phần sọc màu trắng có một cây tuyết tùng Liban (còn gọi là cây hương bách hay hương nam), từng được nhắc đến nhiều trong Kinh Thánh, toàn bộ cây có màu lục sẫm. Màu đỏ trên lá cờ tượng trưng cho tinh thần hy sinh xả thân, màu trắng là màu của đỉnh núi Liban ngàn năm tuyết phủ tượng trưng cho hoà bình, cây hương bách tượng trưng cho sức mạnh quật cường, biểu thị sự thuần khiết, trường tồn. Sau thế chiến thứ nhất, Liban là đất uỷ nhiệm cai trị của nước Pháp, sử dụng lá cờ dựa trên cờ Pháp với ba dải màu dọc: lam, trắng và đỏ nhưng thêm vào giữa hình vẽ cây hương bách. Năm 1943, bản Hiến pháp sau khi độc lập sửa đổi quốc kỳ thành như hiện nay, với việc xoay 3 dải màu của cờ cũ từ dọc thành ngang, màu lam đổi thành màu đỏ, đồng thời cây hương bách vẫn ở chính giữa, chiếm 1/3 chiều dài hình chữ nhật màu trắng, chiều cao của cây hương bách phải chạm tới cạnh của hình chữ nhật màu đỏ.

## Ý nghĩa
Vị trí trung tâm của cây Tuyết Tùng ở giữa lá cờ bắt nguồn từ cảnh quan vùng núi của Liban được bao phủ bởi loài cây này (Cedrus libani). Cây Tuyết Tùng là một biểu tượng thiêng liêng, vĩnh hằng và hòa bình. Trong Kinh Thánh, loài cây này luôn được đề cập như là biểu trưng cho sự trường tồn.

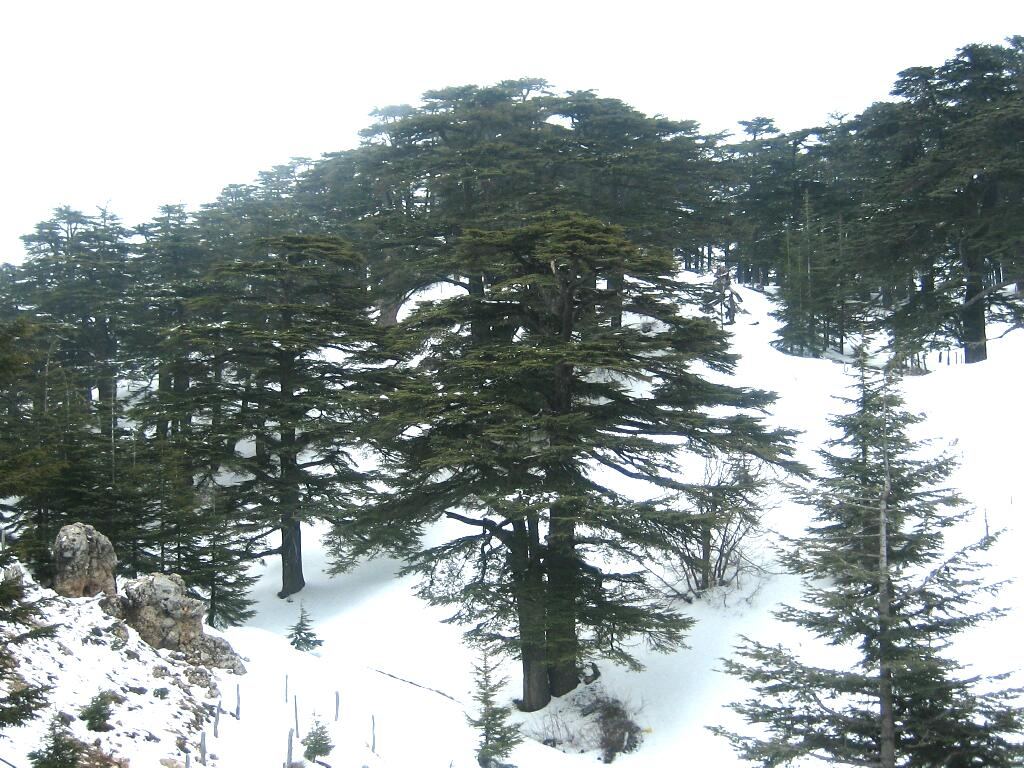
Cedrus libani.

Cây Tuyết Tùng Liban được đề cập bảy mươi bảy lần trong Kinh Thánh, đặc biệt trong
Màu trắng trên lá cờ biểu trưng cho sự thanh khiết và thanh bình.
Hai dải màu đỏ biểu trưng cho máu người Liban đã đổ để gìn giữ nền độc lập chống lại các thế lực ngoại bang.